# إلكترا (نجم)
إلِكْترا (بالإنجليزية: Electra) ويُشار إليه أيضاً بـ«الثور 17» كتسمية دلالية (ولا يوجد له اسم عربي)، هو ثالث ألمع نجم في عنقود الثريا النجمي والذي يقع في كوكبة الثور. يقع نجم إلكترا على بعد 370 سنة ضوئية من الأرض (تم تحديد بعده من خلال قياس مركبة هباركوس لتزيحه)، ويبلغ قدره الظاهري 3.7. إلكترا هو نجم لامع وساخن من نوع "B"، ولونه أزرق-أبيض. ويبلغ نصف قطره 6 أضعاف نصف قطر الشمس، أما ضياؤه فيعادل 1225 شياءً شمسياً وكتلته 5 كتلة شمسية. يُصنف إلكترا ضمن النجوم العملاقة الأربعة في الثريا: حيث بدأت هذه النجوم تتضخّم بسبب نفاذ الوقود الداخلي من الهيدروجين. وهو مثل معظم نجوم النوع "B"، يملك دوراناً محورياً سريعاً أقل ما يبلغه هو 170 كم/ث، وهذا تسبب بقذف جزء من مادته من عند خط استوائه مُشكّلةً قرصاً حوله، جاعلة إيّاه بذلك واحداً من النجوم الأربعة في الثريا من نوع «مبتعثات-بي» (والتي تملك أقراصاً مشابهة حولها). يُرافق إلكترا نجم آخر قريب منه ربما يكون من نوع "A" ويُشبه بذلك نجم النسر الواقع، ويُتم هذا النجم دورة حول «إلكترا أ» مرة كل 100.46 يوم على بعد 0.8 وحدة فلكية.

## وصلات خارجية
- نجم إلكترا